# ヤシマドオター
ヤシマドオター（欧字名:Yashima Daughter、1946年4月30日 - 1952年6月12日）は、日本の競走馬。

## 経歴
1946年4月30日、北海道浦河郡浦河町のヤシマ牧場にて生誕。3歳夏に大久保房松厩舎（中山競馬場）に入厩する。
1948年9月19日に札幌競馬場でのA3歳競走（ダート1,000m）にて勝又忠が騎乗してデビューし、3着。その後、4戦目の札幌でのA1万下条件戦でようやく初勝利を挙げる。
年明けの1949年に東京競馬場の尾形藤吉厩舎へ転厩。4月17日の京都競馬場での4歳新馬戦に八木沢勝美に乗り替わって出走、1着となる。5月1日の第9回桜花賞（京都 芝1,600m）に2勝馬ながら挑戦、6頭立てという少頭数レースながら2番人気に支持され、1分40秒3と当時のレコードタイムで勝ち、初重賞制覇を飾る。その後、4歳牝馬特別（東京）を勝ち、6月5日の東京優駿競走（東京・芝 2,400m）に出走、トサミドリに次いで2番人気に支持されたが、レース中に他馬が落馬した煽りを受けて競走を中止するアクシデントに見舞われた。東京優駿の後は5ヶ月休養するも、優駿牝馬に出走せず、その当日の東京競馬場での4歳オープン競走（芝 2,000m）に出走して2着となっている。
1950年、4ヶ月休養後に4週連続で中山競馬場でのオープン級競走に出走するというタフネスぶりを見せ、6月11日の東京競馬場でのオープン競走では61kgを背負って1着となる。その年の秋は10月22日、29日に連闘でオープン競走を走ると、11月3日の第22回天皇賞（秋）（東京・芝 3,200m）に出走、このレースでは保田隆芳が初めて騎乗し、1番人気のトサミドリが落馬競走中止となる波乱の中、牝馬として戦後初となる秋の天皇賞優勝を飾った。その後も連闘で毎日王冠（3着）に出走、さらに12月17日の中山記念（中山・芝 3,200m）では66kgを背負って優勝、なんと2ヶ月の間に8戦という、現代競馬では考えられない強行日程や負担重量をこなすというタフネスな馬でもあった。
引退後のヤシマドオターは生まれ故郷のヤシマ牧場で繁殖牝馬となったが、1952年に流行した馬伝染性貧血に罹患してヤシマヒメと共に薬殺処分となっている。

## 主な勝鞍
- 桜花賞（1949年）
- 天皇賞（秋）（1950年）
- 中山記念（1950年・秋）

## 血統表
| ヤシマドオターの血統              | ヤシマドオターの血統                    | ヤシマドオターの血統       | （血統表の出典）           | （血統表の出典） |
| 父系                              | ゲインズバラ系                          | ゲインズバラ系             | ゲインズバラ系             | [ § 2 ]          |
| 父 クモハタ 1936 栗毛             | 父の父*トウルヌソル Tournesol 1922 鹿毛 | Gainsborough               | Bayardo                    | Bayardo          |
| 父 クモハタ 1936 栗毛             | 父の父*トウルヌソル Tournesol 1922 鹿毛 | Gainsborough               | Rosedrop                   |                  |
| 父 クモハタ 1936 栗毛             | 父の父*トウルヌソル Tournesol 1922 鹿毛 | Soliste                    | Prince William             | Prince William   |
| 父 クモハタ 1936 栗毛             | 父の父*トウルヌソル Tournesol 1922 鹿毛 | Soliste                    | Sees                       |                  |
| 父 クモハタ 1936 栗毛             | 父の母*星旗 Fairy Maiden 1924 栗毛      | Gnome                      | Whisk Broom                | Whisk Broom      |
| 父 クモハタ 1936 栗毛             | 父の母*星旗 Fairy Maiden 1924 栗毛      | Gnome                      | Faiery Sprite              |                  |
| 父 クモハタ 1936 栗毛             | 父の母*星旗 Fairy Maiden 1924 栗毛      | Tuscan Maiden              | Maiden Erlegh              | Maiden Erlegh    |
| 父 クモハタ 1936 栗毛             | 父の母*星旗 Fairy Maiden 1924 栗毛      | Tuscan Maiden              | Tuscan Red                 |                  |
| 母 第二スターリングモア 1941 鹿毛 | 母の父*セフト 1932 鹿毛                 | Tetratema                  | The Tetrarch               | The Tetrarch     |
| 母 第二スターリングモア 1941 鹿毛 | 母の父*セフト 1932 鹿毛                 | Tetratema                  | Scotch Gift                |                  |
| 母 第二スターリングモア 1941 鹿毛 | 母の父*セフト 1932 鹿毛                 | Voleuse                    | Volta                      | Volta            |
| 母 第二スターリングモア 1941 鹿毛 | 母の父*セフト 1932 鹿毛                 | Voleuse                    | Sun Worship                |                  |
| 母 第二スターリングモア 1941 鹿毛 | 母の母スターリングモア 1929 鹿毛        | *シアンモア                | Buchan                     | Buchan           |
| 母 第二スターリングモア 1941 鹿毛 | 母の母スターリングモア 1929 鹿毛        | *シアンモア                | Orlass                     |                  |
| 母 第二スターリングモア 1941 鹿毛 | 母の母スターリングモア 1929 鹿毛        | 第九フロリースカップ       | *ガロン                    | *ガロン          |
| 母 第二スターリングモア 1941 鹿毛 | 母の母スターリングモア 1929 鹿毛        | 第九フロリースカップ       | *フロリースカツプ          |                  |
| 母系(F-No.)                       | スターリングモア系(FN:3-l)              | スターリングモア系(FN:3-l) | スターリングモア系(FN:3-l) | [ § 3 ]          |
| 5代内の近親交配                   | なし                                    | なし                       | なし                       | [ § 4 ]          |
| 出典                              | 1. 2. 3. 4.                             | 1. 2. 3. 4.                | 1. 2. 3. 4.                | 1. 2. 3. 4.      |